# بدیع‌الزمان میرزا

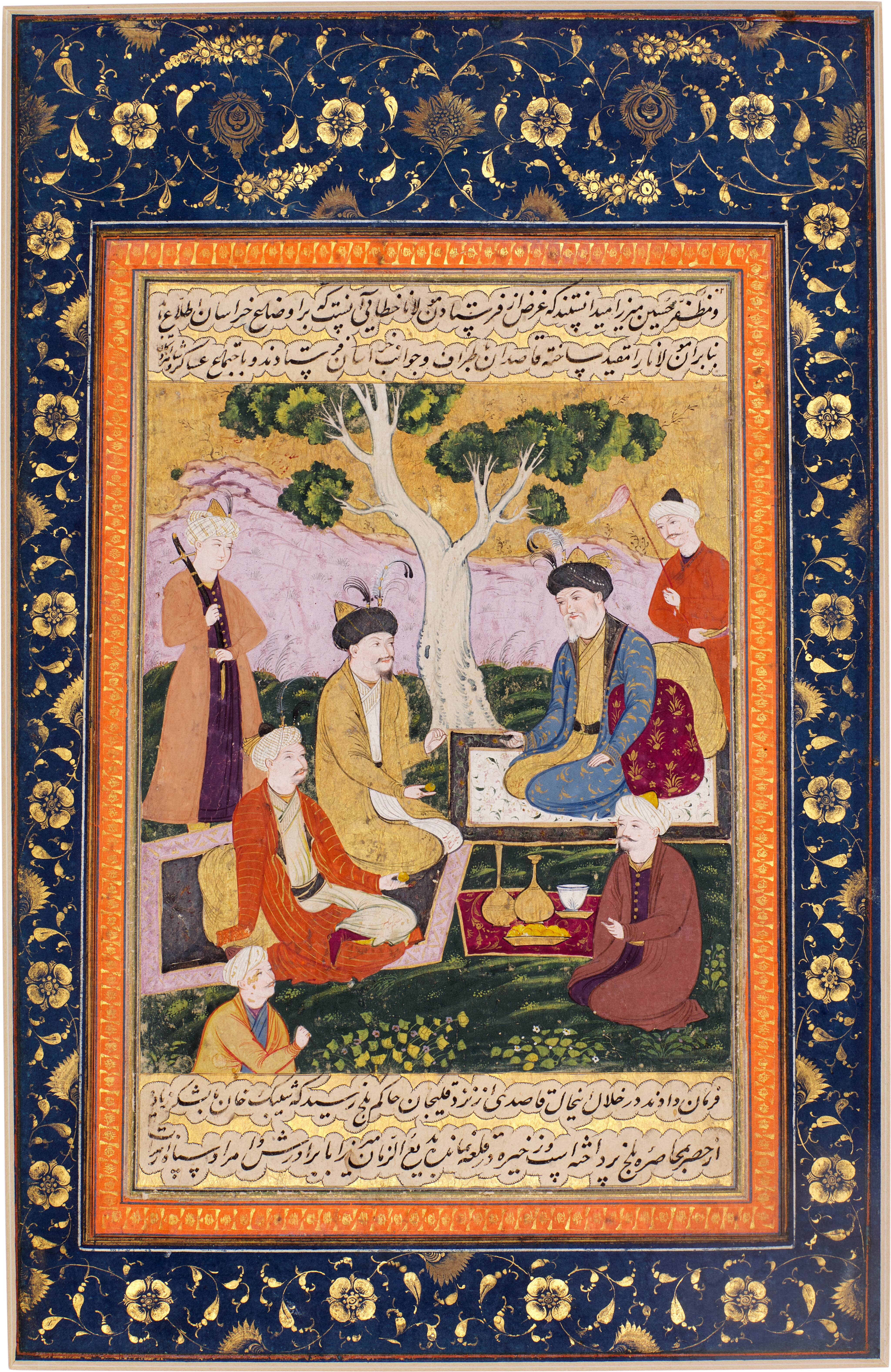
تصویری از ملاقات بدیع الزمان میرزا و مظفر حسین میرزا با مقی بیگ و شجاع بیگ بعد از درگذشت پدرش سلطان حسین میرزا

بدیع‌الزمان میرزا (درگذشت ۹۲۰ هـ ق / ۱۵۱۴ م) حاکم تیموری هرات از ۹۱۱ هـ ق/ ۱۵۰۶ م تا ۹۱۲ هـ ق/ ۱۵۰۷ م بود. او پسر سلطان حسین بایقرا، از نوادگان تیمور لنگ، بود.
در ۹۰۲ هـ ق / ۱۴۹۷ م بین بدیع‌الزمان و پدرش نزاع افتاد. سلطان حسین، بدیع‌الزمان را از حکمرانی استرآباد به حکمرانی بلخ ارتقا داده بود ولی محمد مؤمن میرزا، پسر بدیع‌الزمان، را به‌جای او به زمامداری استرآباد منصوب نکرد بلکه پسر دیگر خودش، مظفر حسین میرزا، را به فرماندهی آن شهر گماشت. بدیع‌الزمان از این موضوع برآشفت و علیه پدر شورید. او شکست خورد و پسرش که در هرات زندانی شده بود، در همان حول و حوش به تحریک مادر مظفر حسین اعدام شد. سلطان حسین با پسرش صلح کرد اما تنش بین آن دو حاکم ماند و بدیع‌الزمان در ۹۰۴ هـ ق/ ۱۴۹۹ م هرات را محاصره کرد.
سلطان حسین در۱۱ذی الحجه ۹۱۱ هـ ق / ۱۵۰۶ م درگذشت و بدیع‌الزمان مشترکاً با برادرش، مظفر حسین بر تخت سلطنت نشست. چندی نگذشت که رابطهٔ این دو برادر شکرآب شد. در کشاکش این خصومت خانوادگی، ازبک‌ها تحت رهبری محمد خان شیبانی به خراسان تاختند. بابر که برای کمک به سلطان حسین از کابل به هرات شتافته بود، تنها پس از مرگ سلطان به آنجا رسید. اندکی در هرات ماند اما با مشاهدهٔ ضعف و سستی برادران، بدون مواجهه با ازبکان، هرات را ترک کرد. سال بعد(۹۱۳ه‍.ق) ازبکان هرات را تسخیر کردند و به حکومت تیموری پایان دادند. برادران گریختند. بدیع‌الزمان به قندهار و سپس استرآباد رفت تا سپاهی جمع آورد و به مقابله با ازبکان برخیزد اما مظفر حسین در همان زمان در استرآباد درگذشت (۹۱۳)و بدیع‌الزمان که توان مقابله با ازبکان را نداشت به آذربایجان گریخت(۹۱۴). او سپس به دربار شاه اسماعیل صفوی پناه آورد که در آنجا املاکی در اطراف تبریز به او دادند. بدیع‌الزمان میرزا بعد از سه چهار ماه اقامت در دربار شاه اسماعیل به ری فرستاده شد، ولی در سال ۹۱۸ه‍.ق که دوباره خراسان به دست ازبکان افتاد به استرآباد لشکر کشید و از ازبکان شکست خورد و به هند گریخت، ولی در سال بعد در لشکر کشی دوم شاه اسماعیل به خراسان(۹۱۹ه‍.ق) به نزد وی آمد و همراه وی به تبریز رفت و یک سال در شنب غازان تبریز ماند تا اینکه شهر توسط سلطان سلیم اول تصرف شد و در آن موقع به استانبول رفت و به علت شیوع طاعون در ۹۲۰ هـ ق / ۱۵۱۴ م در همان شهر درگذشت.